# Shelley Berkley

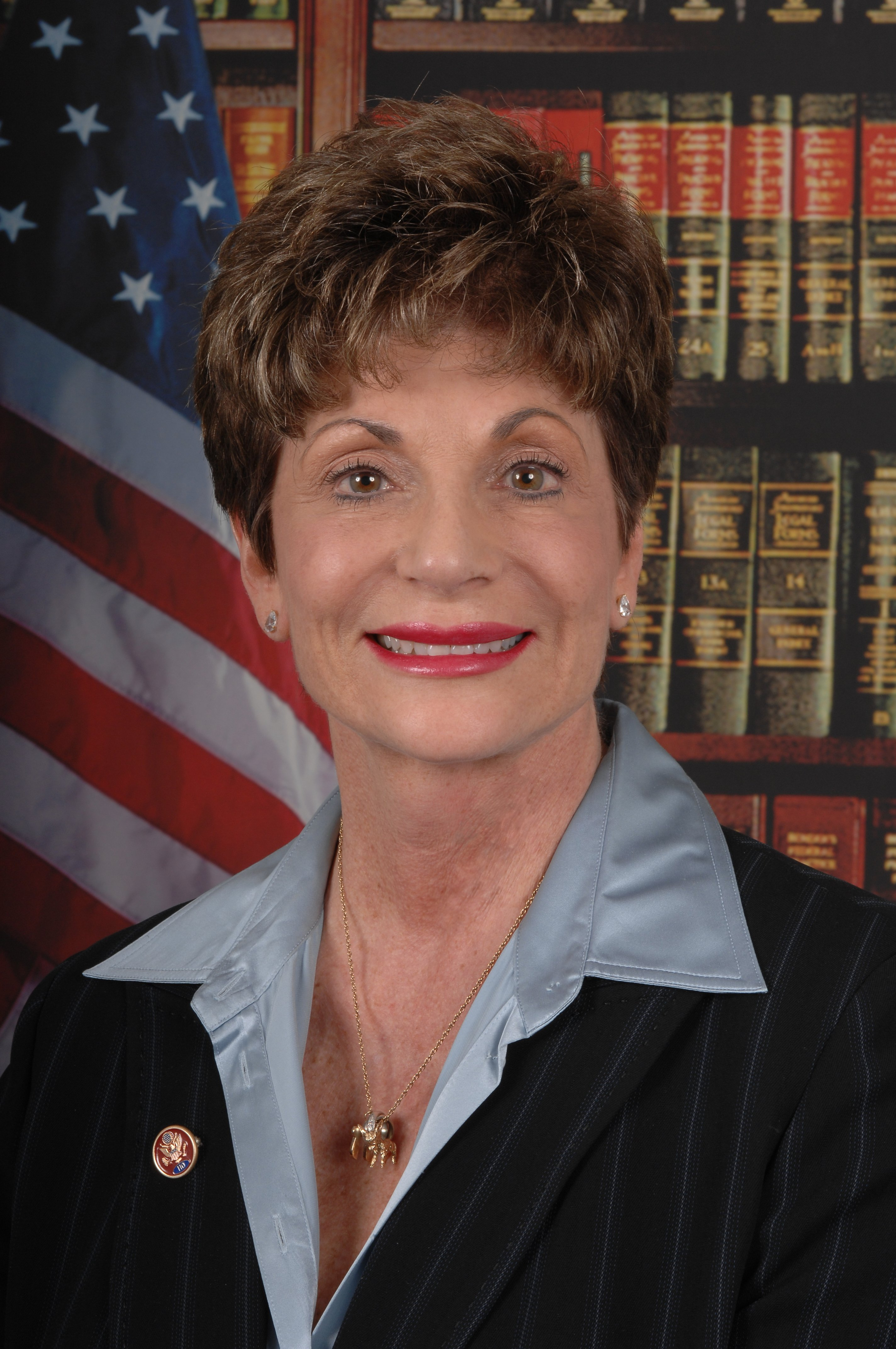
Shelley Berkley

Rochelle "Shelley" Berkley, född 20 januari 1951 i New York, är en amerikansk demokratisk politiker. Hon representerade delstaten Nevadas första distrikt i USA:s representanthus 1999–2013.
Berkley gick i skola i Valley High School i Las Vegas. Hon avlade 1972 kandidatexamen vid University of Nevada, Las Vegas och 1976 juristexamen vid University of San Diego.
Kongressledamoten John Ensign kandiderade utan framgång till USA:s senat i senatsvalet 1998. Berkley vann kongressvalet och efterträdde Ensign i representanthuset i januari 1999. 2012 avstod hon att söka omval i representanthuset för att istället kandidera till senaten. Hon förlorade valet knappt mot den sittande republikanske senatorn Dean Heller.
Berkley är judisk och hon har två barn. Hon gifte sig 1999 med Larry Lehrner.